# Татар, Альфред
Альфред Татар (нем. Alfred Tatar; 8 августа 1963, Циллингдорф, Австрия) — австрийский футболист, тренер, футбольный эксперт и комментатор на телевидении.

## Карьера
Воспитанник футбольного клуба «Винер-Нойштадт». Выступал за клубы австрийской Бундеслиги — «Винер Шпорт-Клуб», «Фёрст Виенна», «Санкт-Пёльтен» и за различные клубы низших лиг. Всего в австрийской Бундеслиге сыграл 68 матчей, забил 6 голов.
Привлекался в молодёжную сборную Австрии. Участник молодёжного Чемпионата мира 1983 в Мексике, сыграл три матча на групповом этапе, все три матча австрийцы проиграли.
В 2000 году Альфред Татар стал ассистентом главного тренера Хельмута Кронъягера в клубе австрийской Бундеслиги «Рид». С апреля 2001 года по март 2002 года Татар был главным тренером «Рида». В сезоне 2001/02 в «Риде» заканчивал карьеру игрока Рашид Рахимов.
В декабре 2002 года Рашид Рахимов пригласил Татара на должность второго тренера в клубе «Адмира Ваккер», где получил назначение главным тренером. Татар работал ассистентом Рахимова до мая 2004. В 2005 году Татар был ассистентом в «Адмира Ваккер» Доминика Тальхаммера.
В сентябре 2006 года Альфред Татар стал ассистентом Рахимова в пермском «Амкаре». Сезон 2006 «Амкар» завершил на 13 месте, сохранив прописку в российской Премьер-лиге. В следующем сезоне клуб занял 8 место, а Рахимов и Татар перешли в московский «Локомотив». Татар был тренером «Локомотива» в сезоне 2008, в начале сезона 2009 он покинул московский клуб по семейным обстоятельствам. Рахимов хотел включить Татара в свой штаб в «Амкаре» в январе 2010 года, однако австрийский специалист принял участие только в предсезонных сборах.
В августе 2010 года Татар был назначен главным тренером клуба «Фёрст Виенна», выступающего во второй австрийской лиге. В первом сезоне, под руководством Альфреда Татара, клубу удалось сохранить прописку во второй лиге. Летом 2013 года Татар перешёл в «Маттерсбург», также выступающий во второй лиге, где проработал до октября 2013 года.
С 2015 года Татар работает футбольным аналитиком и экспертом на австрийском телевидении, в частности сотрудничает с австрийским подразделением компании Sky Limited.
В Австрии Татар заработал репутацию неординарной и экстравагантной личности, во многом благодаря своим абстрактным, критичным и самоироничным высказываниям на футбольную тематику. В бытность футболиста увлекался уличной музыкой. Окончил биологический факультет Венского университета, заядлый грибник.